# Palau de les Arts Reina Sofía
Il Palau de les Arts Reina Sofía è il teatro dell'opera di Valencia (Spagna) e sede dell'Orquestra de la Comunitat Valenciana. È opera dell'architetto Santiago Calatrava ed è parte del complesso architettonico denominato Ciutat de les Arts i les Ciències.

## Elementi del palazzo
L'edificio, alto più di 75 metri e che occupa una superficie di 40.000 metri quadrati, si compone dei seguenti elementi.
- Sala principale: ha una capacità di 1.700 posti a sedere e viene utilizzata per spettacoli di opera.
- Aula Magistrale: ha la capacità di ospitare 400 persone e viene adibita a conferenze o a concerti di musica da camera.
- Auditorio: ha la possibilità di ospitare 1500 persone ed è destinato, solitamente, a concerti di musica classica.
- Teatro de Cámara. Sala de exposiciones: è un edificio adiacente al palazzo e indipendente da questo. Può ospitare 400 spettatori, viene soprannominato «Martí i Soler» e viene adibito a spettacoli di danza, teatro e musica.

## Discografia parziale

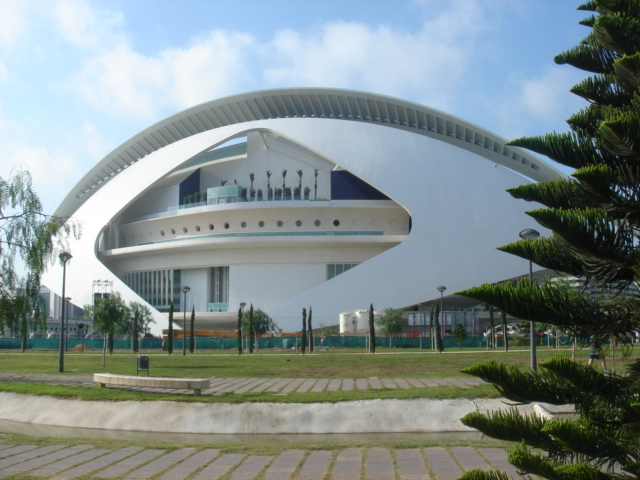
Il Palau de les Arts Reina Sofía

- Domingo, Verdi - Plácido Domingo, 2013 Sony
- Florez, Bel canto spectacular - Oren/Orch. Comunid. Valenciana, 2007 Decca
- Kurzak, Gioia! Arie d'opera - Wellber/Orch. Com. Valenciana, 2010 Decca
- Schrott, Arias by Mozart, Verdi, Berlioz, Gounod & Meyerbeer - Erwin Schrott/Orquestra de la Comunitat Valenciana/Riccardo Frizza, 2008 Decca
- Yoncheva, Paris, mon amour - Sonya Yoncheva, 2015 Sony
- Puccini: Turandot - Andrea Bocelli/Jennifer Wilson/Orquestra de la Comunitat Valenciana/Zubin Mehta, 2015 Sugar
- Puccini: Manon Lescaut - Andrea Bocelli/Ana María Martínez/Javier Arrey/Coro & Orquestra de la Comunitat Valenciana/Plácido Domingo, 2014 Sugar